# エイドリアン・スミス (政治家)
エイドリアン・マイケル・スミス（Adrian Michael Smith, 1970年12月19日 - ）は、アメリカ合衆国の政治家。2007年から現職の連邦下院議員。ネブラスカ州3区選出。共和党所属。1997年から2007年まではネブラスカ州議会議員を務めていた。

## 生い立ち・経歴
ネブラスカ州スコッツブラフで生まれ、小さい頃にゲーリングへ引っ越す。1989年にゲーリング高等学校を卒業したのち、バージニア州リンチバーグにあるリバティ大学に入学。2年生の途中でネブラスカ大学リンカーン校へ転学、1993年に卒業した。リンカーン校在学中、州知事室でインターンをし、その後州議会でアルバイトをしていた。大学卒業の翌年である1994年に地元ゲーリングに戻り、市役所職員となる。
また、民間企業でも働いた経験があり、不動産業者でマーケティングを担当していた。

## ネブラスカ州議会議員時代

### 選挙結果
1998年、スミスは州議会議員選挙に立候補し、対抗馬のジョイス・ヒルマンを得票率55%で下した。2002年には無投票当選。

### 所属した委員会
彼は州議会在任中、以下の委員会に在籍していた。
- 天然資源・建築管理委員会
- 運輸・通信委員会（副委員長）
- 軍事・退役軍人委員会（副委員長）

## 連邦下院議員として

### 選挙

#### 2006年
2006年、前任で3期務めたのトム・オズボーンがネブラスカ州知事選挙に出馬することに伴うネブラスカ州3区補欠選挙に出馬。
5人が出馬した共和党予備選挙では得票率39％で勝利。本選挙では民主党候補のスコット・クリーブと競った。
彼の選挙資金のうちおよそ3分の1は、保守系組織「クラブ・フォー・グロース」のメンバーから寄せられた。この組織は、減税や小さな政府、学校選択制、農務省と農業補助金の廃止などを主張している。
選挙当初、スミスは本命候補と目されていた。なぜならこのネブラスカ3区は圧倒的に共和党有利の選挙区であり、実際過去の大統領選では毎回共和党候補が7割以上の票を獲得するからである。また、ネブラスカ3区は面積が17万平方キロメートル、州内にある93郡のうち68郡半（うちチェリー郡はコネチカット州よりも大きい）が属する非常に広大な選挙区であるため、選挙活動が非常に難しいとされている。しかしながら、対立候補であるクリーブは過去同じ選挙区に立候補した誰よりも多い選挙資金を投入したため、この選挙に投じられた選挙資金の合計は1963年以来最高額となった。
その結果、選挙戦は当初の予想以上に接戦となり、両党の選挙対策委員会からも注目を浴びた。
さらに、選挙期間中には大統領ジョージ・W・ブッシュもスミスの応援のために2日間駆けつけ、常に共和党候補を選出してきたこの選挙区が全国政党にとっても重要であることを示した。
その結果、スミスの得票率は55％と、クリーブの45％を10％上回るに過ぎなかった。これは、16年前の1990年に共和党候補ビル・バーレットが4,400票差で落選して以来の接戦であった。これ以前には1974年にヴァージニア・D・スミスが737票差で当選したことがあったが、この選挙区で接戦となったのはこの3回のみである。
スミスの勝因には、ブッシュ大統領の応援に加え、州知事デイヴ・ハイネマンが圧勝していたことによるコートテール現象も挙げられる。

#### 2008年以降の結果
| 選挙年 | 予備選挙 | 本選挙 | 本選挙                 |
| 選挙年 | 得票率   | 得票率 | 対立候補（民主党）     |
| ------ | -------- | ------ | ---------------------- |
| 2008年 | 87%      | 77%    | ジェイ・ストゥッダード |
| 2010年 | 88%      | 70%    | レベッカ・デイヴィス   |
| 2012年 | 82%      | 74%    | マーク・サルヴァン     |
| 2014年 | 68%      | 75%    | マーク・サルヴァン     |
| 2016年 | 100%     | -      | 無投票当選             |
| 2018年 | 66%      | 77%    | ポール・セオボルド     |